# Herny
Herny é uma comuna francesa na região administrativa de Grande Leste, no departamento de Mosela. Estende-se por uma área de 9,64 km². Em 2010 a comuna tinha 518 habitantes (densidade: 53,7 hab./km²).